# Roze driehoek

Roze driehoek

De roze driehoek was oorspronkelijk een van de merktekens in Duitse concentratiekampen en werd gebruikt als herkenningsteken voor de vervolging van homoseksuelen tijdens de Tweede Wereldoorlog. Vanaf de jaren zeventig werd de roze driehoek een geuzenteken voor de homobeweging in hun strijd voor acceptatie en gelijke rechten.

## Concentratiekampen

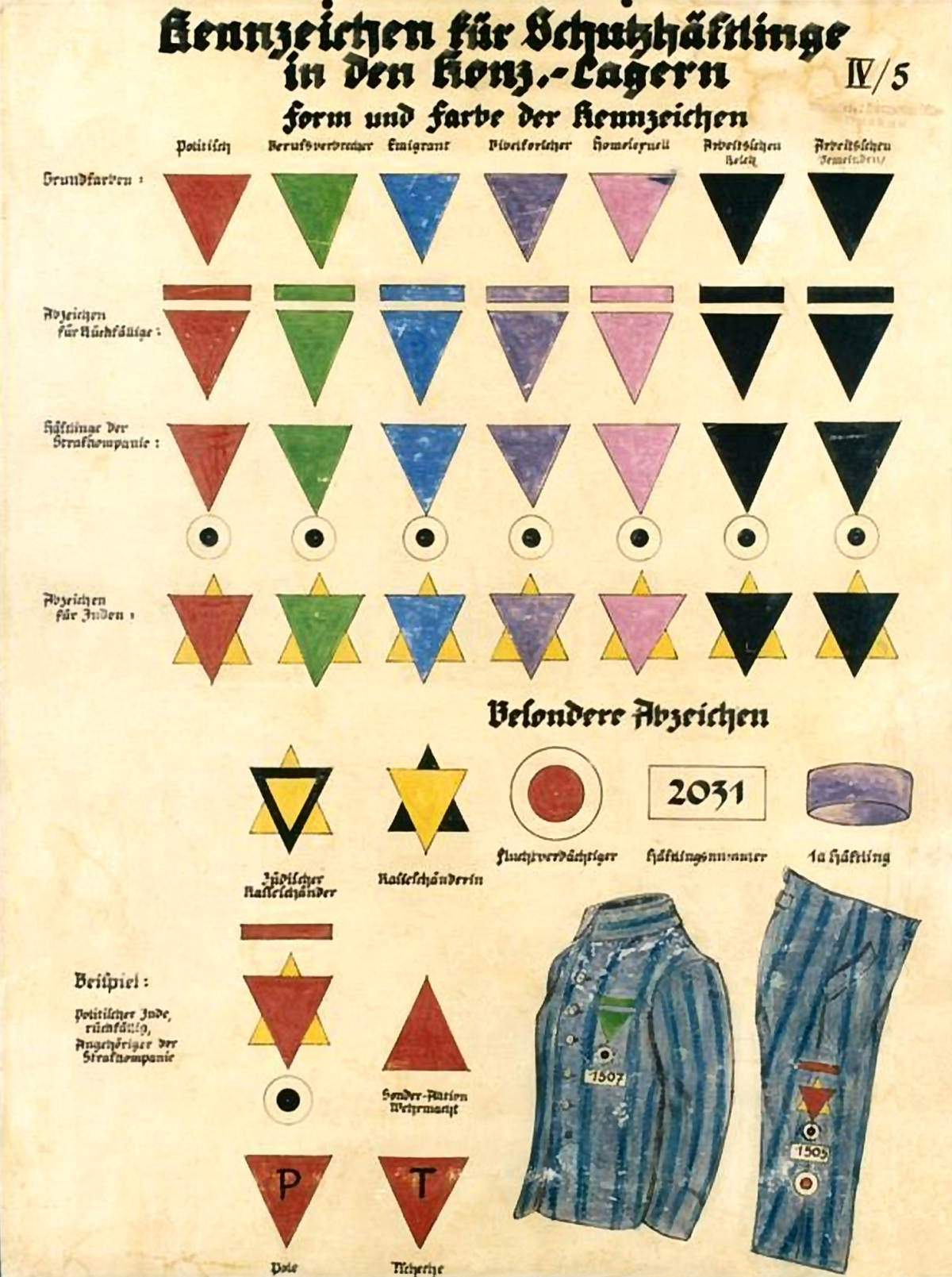
Merktekens in Duitse concentratiekampen

Homoseksuelen die door de nazi's waren gearresteerd en in concentratiekampen gevangen zaten, kregen ter herkenning een roze driehoek op hun kleding. De roze driehoek stond eigenlijk voor een bredere categorie van wat de nazi's zagen als zedendelinquenten, waardoor ook verkrachters, pedofielen en zoofielen de roze driehoek droegen.
Andere labels waren onder meer de groene driehoek voor criminelen, de rode driehoek voor politieke gevangenen en de bekende gele davidster voor Joden (homoseksuele joodse gevangenen kregen een roze/gele Davidster). De zwarte driehoek stond voor asociaal en werkschuw, en hieronder vielen daklozen, prostituees, werkschuwen, landlopers en volgens sommigen ook feministes en lesbiennes.
Volgens historici ontstond in de concentratiekampen aan de hand van de gebruikte sterren en driehoeken een soort hiërarchie onder de gevangenen. Dragers van de roze driehoek zouden tot de onderste regionen van de gevangenen-hiërarchie hebben behoord. De kleur roze onderstreepte de vermeende vrouwelijkheid van homoseksuelen.
Overigens bestond in nazi-Duitsland geen gecoördineerd vervolgingsbeleid tegen homoseksuelen zoals tegen joden. De vervolging vloeide eerder voort uit het extreme seksuele puritanisme dat de NSDAP predikte. In Nazi-Duitsland werden naar schatting 100.000 homoseksuelen op grond van paragraaf 175 geregistreerd of opgepakt. Daarvan werden ongeveer 50.000 personen veroordeeld, de meesten tot gevangenisstraf of tuchthuis, maar 5.000-6.000 kwamen in een concentratiekamp terecht. Hun overlevingskansen werden extreem slecht ingeschat; tussen de 50% en 20% van de veroordeelden die een roze driehoek droegen overleefden de kampen. Enkele honderden werden door de rechter tot castratie veroordeeld.
Homoseksuele vrouwen waren in nazi-Duitsland niet strafbaar, hoewel sommige nazi's hier wel voor waren. Één van die voorstanders, Rudolf Klare, pleitte in Homosexualität und Strafrecht (1937) voor verruiming van paragraaf 175, zodat ook vrouwen vervolgd konden worden. Historici zijn het er echter niet over eens dat lesbisch vrouwen vervolgd werden. Er zijn echter wel aanwijzingen dat vrouwen die te openlijk lesbisch gedrag toonden (of zich te duidelijk butch gedroegen) wel in het kamp terecht konden komen. Zij kregen dan echter de aanduiding 'asociaal' waarbij een zwarte driehoek hoorde. Dit was in ieder geval in Ravensbrück, het concentratiekamp gericht op vrouwen, het geval. Gebrek aan onderzoek gericht op 'asocialen' en meer specifiek lesbiennes binnen deze groep, maakt dat aantallen zeer moeilijk in te schatten zijn. Dit wordt nog eens versterkt door het feit dat niet elke vrouw die op vrouwen viel geregistreerd werd onder de zwarte driehoek. Zo was Felice Schragenheim, die een relatie had met Lilly Wust, tevens Joods en een verzetsstrijdster, wat voor het toewijzen van de driehoek meer gewicht had.
In Nederland zijn tijdens de Duitse bezetting iets meer dan 100 vonnissen tegen homoseksuelen bekend. In de meeste gevallen kregen zij een gevangenisstraf, slechts een enkeling is in een concentratiekamp beland. Daarnaast zijn er nog wel homoseksuelen geweest die in een kamp terechtkwamen, maar dan omdat zij Joods waren of in het verzet zaten, zoals de homoseksuele verzetsstrijder Willem Arondeus.

## Homobeweging
In de eerste decennia na de Tweede Wereldoorlog was er geen enkele aandacht voor de vervolgde homoseksuelen. Dit veranderde pas tegen het eind van de jaren zestig, toen studentengroepen de positie van homoseksuelen op een meer demonstratieve en radicale manier onder de aandacht gingen brengen. Daarbij ging men de roze driehoek gebruiken, om daarmee de nazi-vervolging in herinnering te brengen en een bewuste confrontatie met heteroseksuelen teweeg te brengen.
Zo droegen 30 leden van de Amsterdamse Jongeren Aktiegroepen Homoseksualiteit (AJAH) roze driehoekjes op hun kleding, toen zij op 5 mei 1970 protesteerden tegen het feit dat twee leden van de AJAH een dag eerder, tijdens de Nationale Dodenherdenking op de Dam in Amsterdam, gearresteerd werden omdat zij een krans wilden leggen bij het Nationaal Monument.
Naar het voorbeeld van de roze driehoek werden ook een heel aantal homogerelateerde activiteiten, organisaties en gebouwen "roze" genoemd, zoals bijvoorbeeld Roze Zaterdag in Nederland en België, het Nederlandse radioprogramma Het Roze Rijk, de actiegroep Roze Leeuwen in Vlaanderen en Het Roze Huis in Antwerpen. Vanuit Europa werd de roze driehoek ook elders in de wereld overgenomen als symbool in de strijd voor gelijke rechten.
In de Verenigde Staten werd de roze driehoek vooral bekend als teken van de HIV/aids-activismegroep ACT UP, die in 1987 in New York werd opgericht. Zij plaatsten de driehoek in omgekeerde vorm, met de punt naar boven, boven hun motto "Silence = Death" als symbool van een toekomst waarin beter met aids zou worden omgegaan.

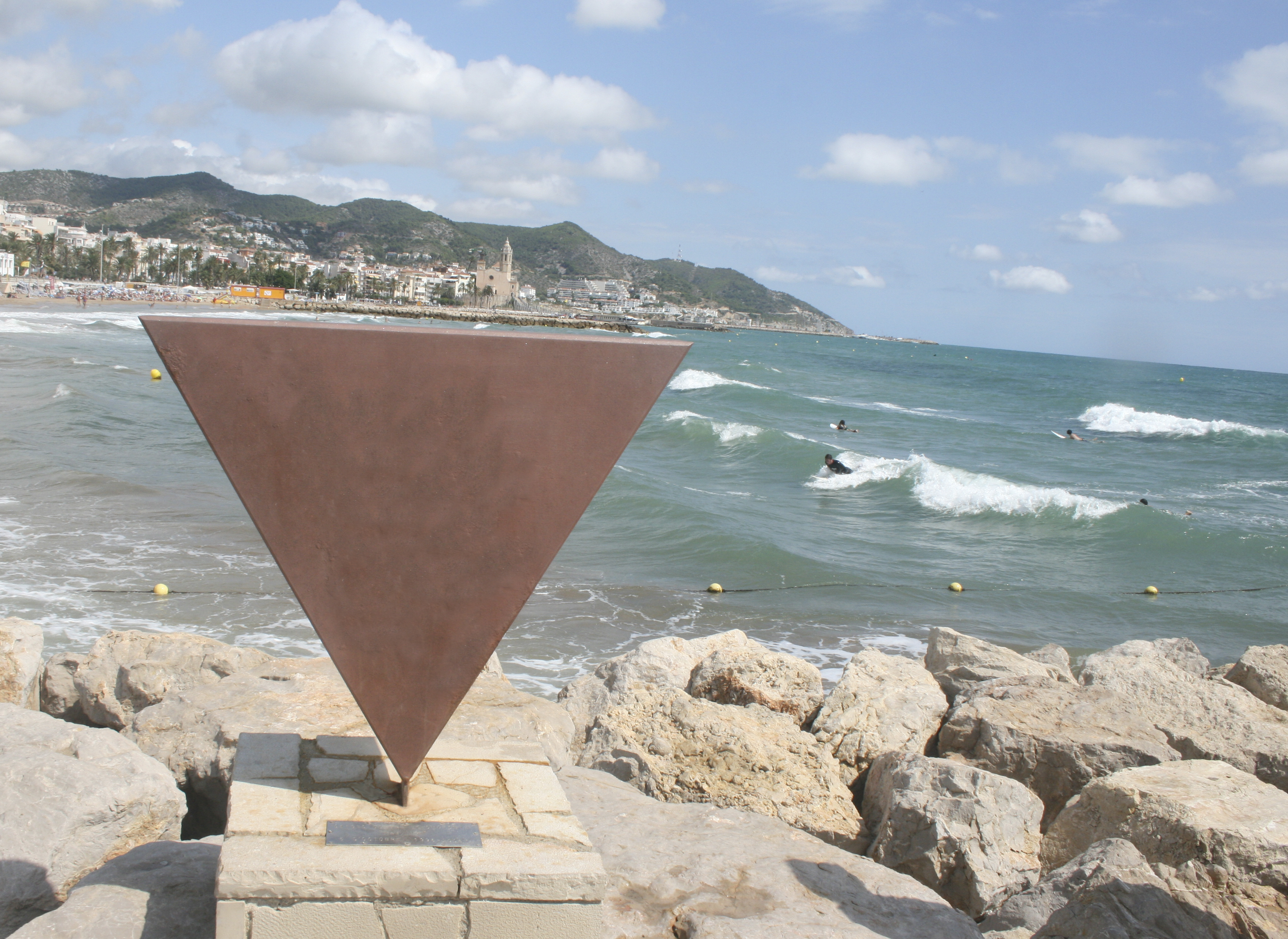
Homomonument in de Spaanse badplaats Sitges

De roze driehoek werd vervolgens onder andere gebruikt bij het ontwerp van een reeks homomonumenten ter herdenking van de door Nazi-Duitsland vervolgde en vermoorde homoseksuelen. Zo zijn er in diverse voormalige concentratiekampen herdenkingsplaquettes geplaatst, vaak in de vorm van een roze driehoek. Die vorm heeft ook het Homomonument dat in 1987 in Amsterdam in gebruik werd genomen als het wereldwijd eerste vrijstaande monument in de openbare ruimte. Later werden ook homomonumenten opgericht in steden als Keulen, Frankfurt, Bologna, Montevideo, San Francisco, Sitges, Barcelona en Berlijn. Tijdens de jaarlijkse San Francisco Pride wordt een enorme, 4000 m² grote roze driehoek getoond op de Twin Peaks-heuvels.
In de jaren negentig kwam in Europa ook de in 1978 in de VS ontworpen regenboogvlag in zwang, die tegenwoordig de roze driehoek als internationaal symbool voor de homogemeenschap grotendeels heeft vervangen.